# San Juan Bautista Tlacoatzintepec
San Juan Bautista Tlacoatzintepec là một đô thị thuộc bang Oaxaca, México. Năm 2005, dân số của đô thị này là 2241 người.